# Municipio de Goshen (condado de Hardin)
El municipio de Goshen (en inglés: Goshen Township) es un municipio ubicado en el condado de Hardin en el estado estadounidense de Ohio. En el año 2010 tenía una población de 562 habitantes y una densidad poblacional de 7,64 personas por km².

## Geografía
El municipio de Goshen se encuentra ubicado en las coordenadas 40°40′43″N 83°29′12″O / 40.67861, -83.48667. Según la Oficina del Censo de los Estados Unidos, el municipio tiene una superficie total de 73.55 km², de la cual 73,55 km² corresponden a tierra firme y (0 %) 0 km² es agua.

## Demografía
Según el censo de 2010, había 562 personas residiendo en el municipio de Goshen. La densidad de población era de 7,64 hab./km². De los 562 habitantes, el municipio de Goshen estaba compuesto por el 98,93 % blancos, el 0,18 % eran afroamericanos y el 0,89 % eran de una mezcla de razas. Del total de la población el 0,53 % eran hispanos o latinos de cualquier raza.